# Контин, Антонио
Анто́нио Конти́н, Антонио Контино итал. Antonio Contin; Лугано, 1566 — 15 августа 1600, Венеция) — швейцарско-итальянский скульптор и архитектор венецианской школы второй половины XVI века.

## Биография
Антонио Контин происходил из Лугано, области Тичино (итало-язычного Тессинского кантона Швейцарии) — родины многих выдающихся строителей, каменщиков, скульпторов и архитекторов. Он воспитывался в семье потомственных строителей — его дед Антонио да Понте и отец Бернардино были архитекторами; его братья Томмазо и Франческо стали скульпторами.
После окончания обучения у отца Антонио сразу начал работу над престижными проектами — строительством моста Риальто, Дворца Дожей и Новой тюрьмы (Prigioni Nuove). Начал работать в 1591 году под руководством своего деда и работал до его смерти в 1597 году. Унаследовав заказы деда, в 1600 году завершил строительство Новой тюрьмы (над которой он работал уже пять лет), также выполнил проект Моста Вздохов (Ponte dei Sospiri), соединяющего здание «Prigioni Nuove» со «Старой тюрьмой» во Дворце Дожей, где заседали Авогадоры и Три государственных инквизитора. Позднее, совместно с братом Томмазо, занимался реконструкцией скуолы Святого Иеронима (Скуола Гранде-ди-Сан-Фантин), разрушенной пожаром в 1592 году: работы были завершены в период с 1600 года по 1604 год.
Также выполнил гробницу королевы Кипра Катерины Корнаро в правом трансепте Церкви Сан-Сальвадор (ок. 1580).

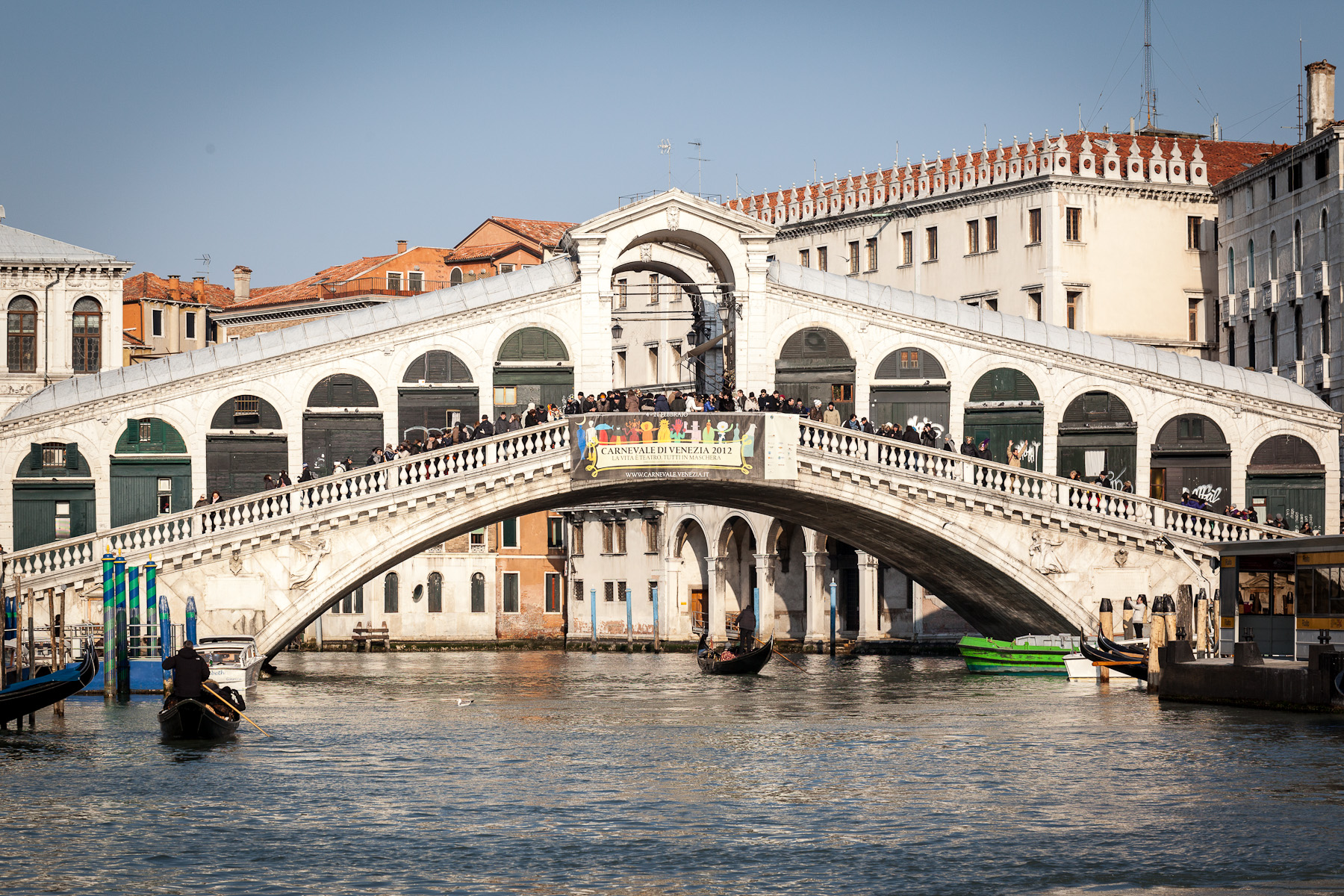
Мост Риальто через Гранд-канал. Венеция. 1591—1597
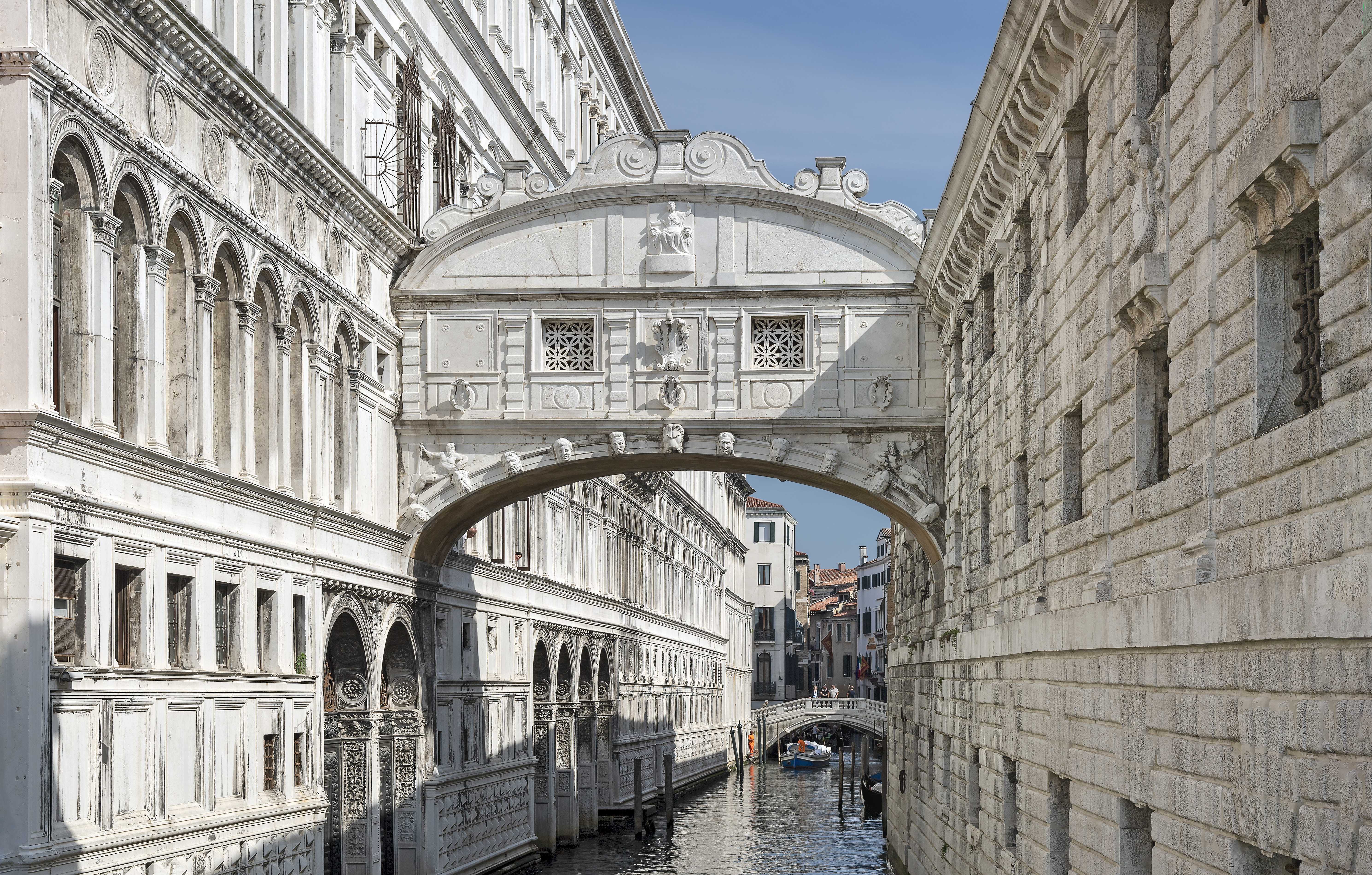
”Мост Вздохов” в Венеции. 1602
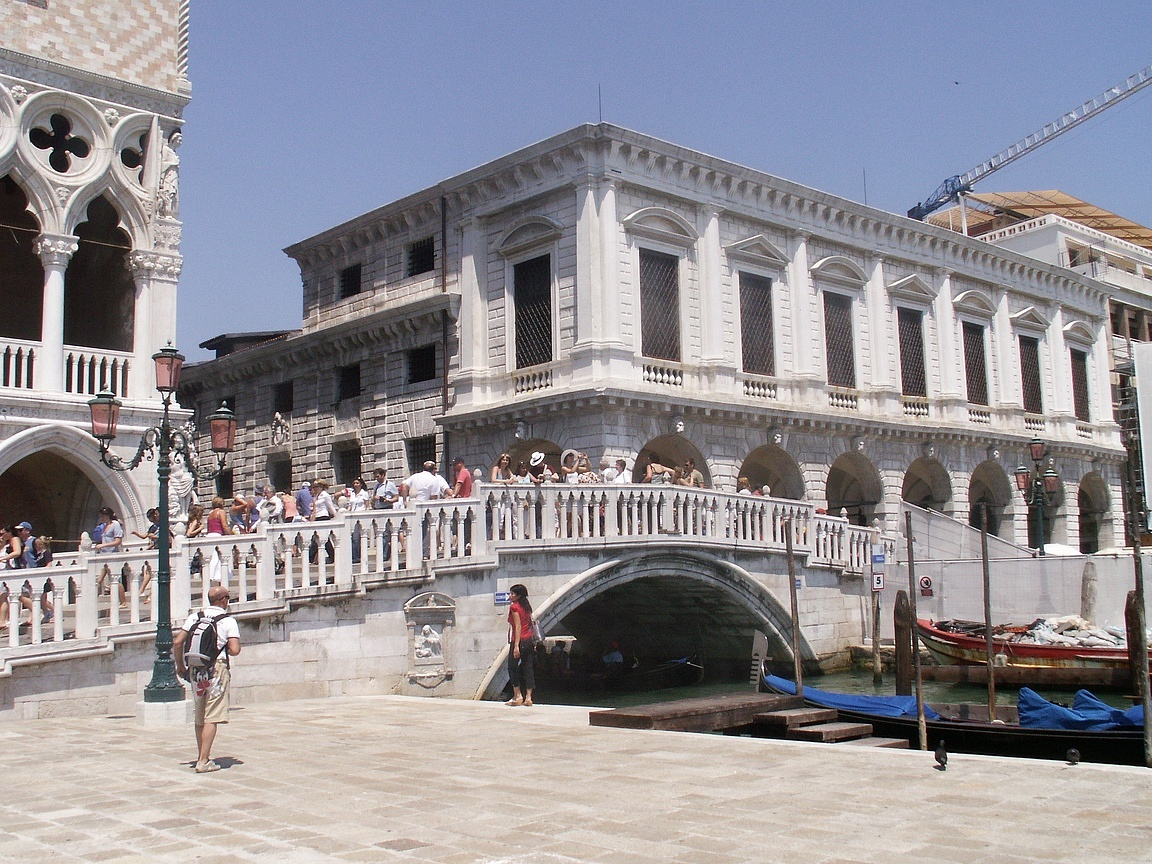
Здание “Новой тюрьмы”. 1600. Венеция
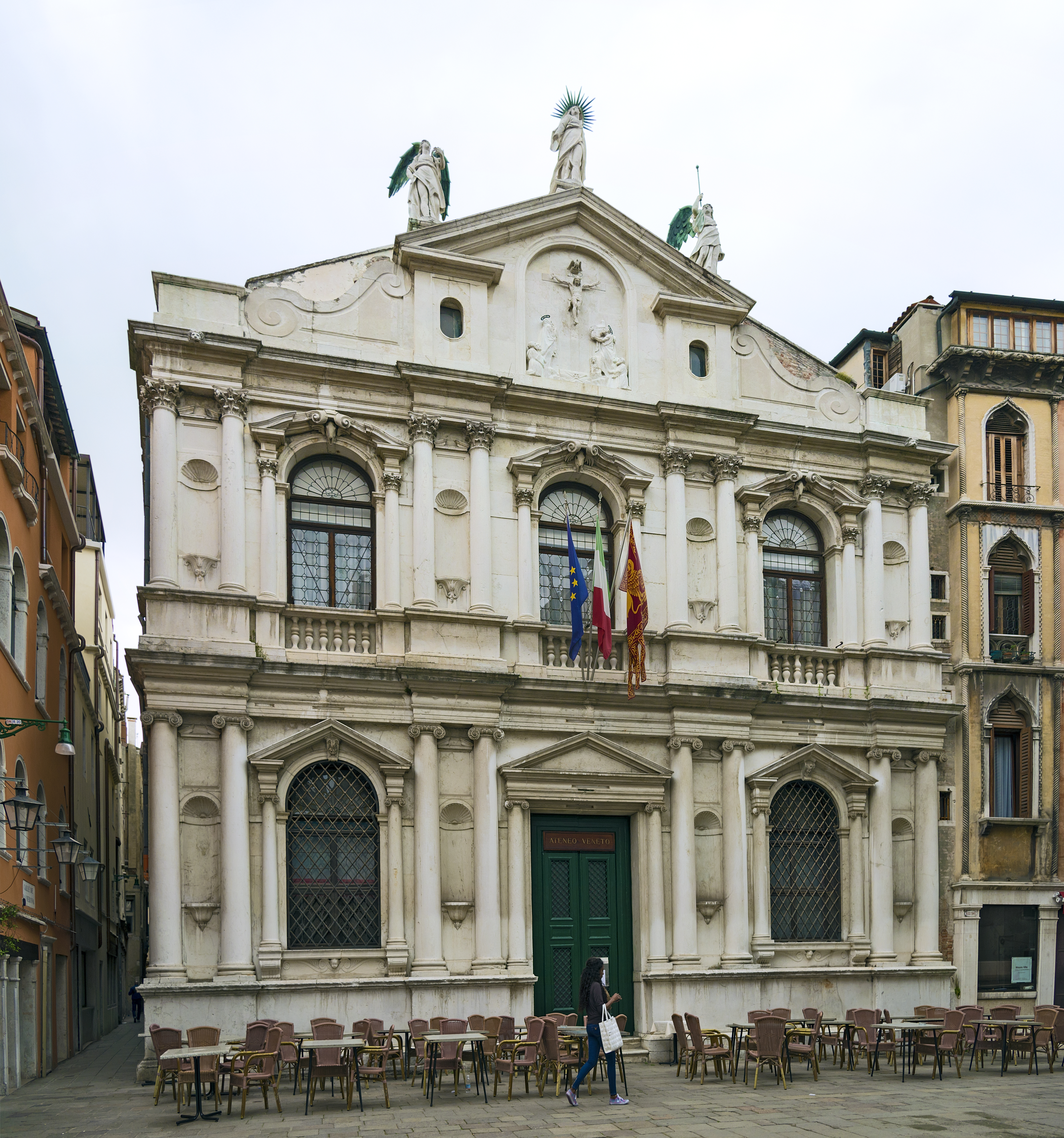
Скуола Гранде-ди-Сан-Фантин (Сан-Джироламо). Фасад. 1600
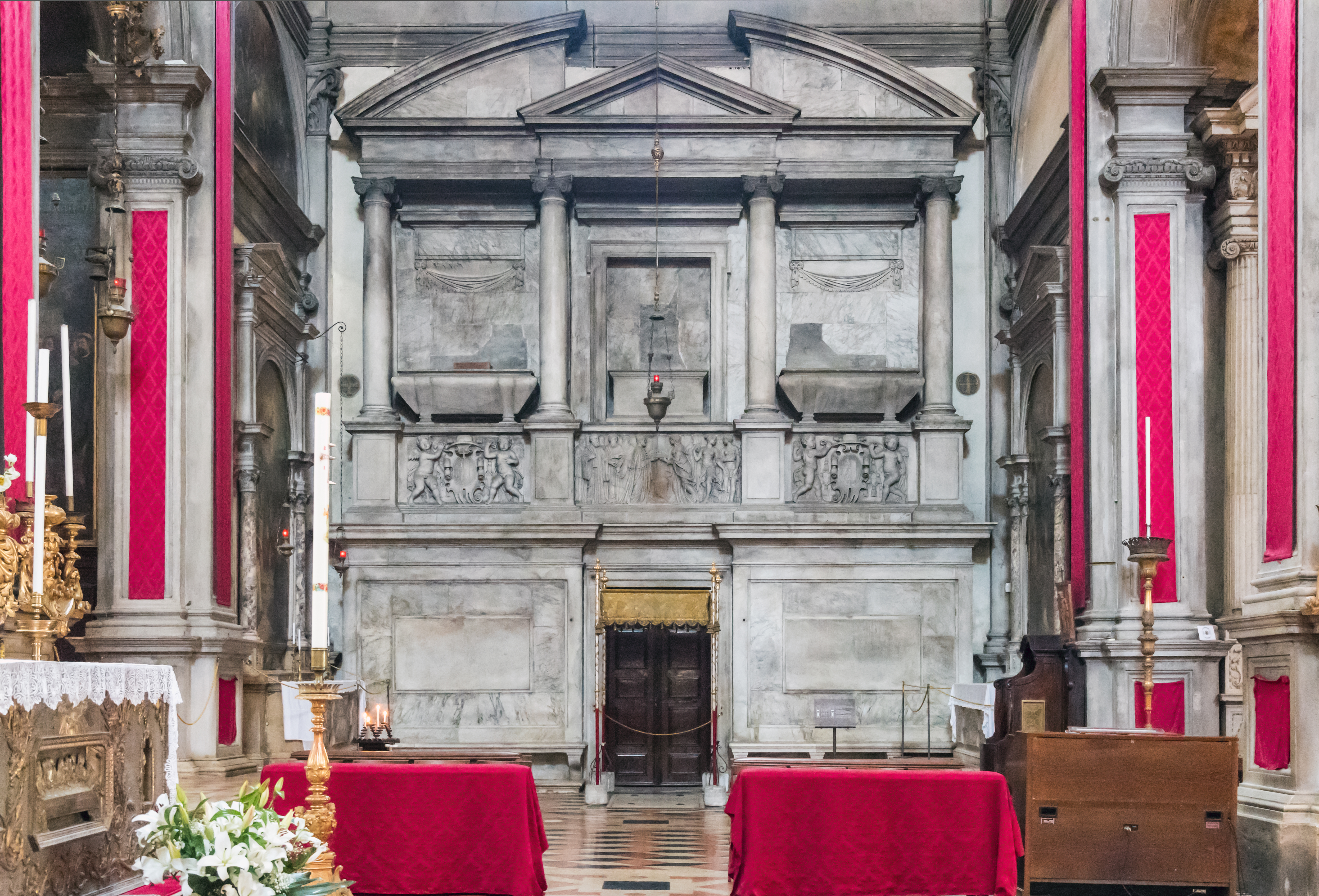
Монумент Катерине Корнаро.  Церковь Сан-Сальвадор, Венеция